# Fekišovce
Fekišovce – wieś (obec) na Słowacji położona w kraju koszyckim, w powiecie Sobrance. Pierwsze wzmianki o miejscowości pochodzą z 1391 roku.
Według danych z dnia 31 grudnia 2012 roku, wieś zamieszkiwało 306 osób, w tym 151 kobiet i 155 mężczyzn.
W 2001 roku rozkład populacji względem narodowości i przynależności etnicznej wyglądał następująco:
- Słowacy – 99,04%
- Polacy – 0,32%
- Rusini – 0,32%
- Ukraińcy – 0,32%

Ze względu na wyznawaną religię struktura mieszkańców kształtowała się w 2001 roku następująco:
- Katolicy rzymscy – 67,31%
- Grekokatolicy – 23,4%
- Ewangelicy – 2,24%
- Prawosławni – 1,28%
- Ateiści – 1,92%
- Nie podano – 0,96%